# Erika Fairweather
Pour les articles homonymes, voir Fairweather.
Erika Fairweather, née le 31 décembre 2003 à Dunedin (Nouvelle-Zélande), est une nageuse néo-zélandaise spécialiste des épreuves de crawl.

## Biographie

### Famille
Erika Fairweather est d'origine mixte européenne et maorie, affiliée à la Iwi (tribu) Ngāi Tahu.
Elle fréquente le Kavanagh College et est première de classe en 2021.

### Carrière sportive
En 2018, Erika Fairweather participe aux Jeux olympiques de la jeunesse de 2018 et aux Jeux pan-pacifiques juniors de 2018. En août 2019, elle remporte la médaille d'or du 200 mètres nage libre aux Championnats du monde juniors à Budapest, battant son propre record néo-zélandais par groupe d'âge avec un temps de 1 min 57 s 96. Elle termine quatrième dans la finale du 400 mètres, battant à nouveau son propre record national groupe d'âge avec un temps de 4 min 8 s 78.
Aux Jeux olympiques de Tokyo en 2020, Erika Fairweather termine deuxième lors des éliminatoires du 400 mètres nage libre, battant le record de Nouvelle-Zélande (établi par Lauren Boyle en 2012), avec un temps de 4 min 2 s 28,.
Aux Championnats du monde en petit bassin 2022 à Melbourne, elle est médaillée d'argent du 400 mètres nage libre avec un temps de 3 min 56 s 00, ainsi que du 800 mètres nage libre avec un temps de 8 min 10 s 41.
Elle se classe troisième au 400 mètres nage libre aux championnats du monde de Fukuoka et établit un nouveau record national en 3 min 59 s 59.

## Palmarès

### Championnats du monde

#### Grand bassin
- Championnats du monde 2023 à Fukuoka :
  -  Médaille de bronze du 400 m nage libre
- Championnats du monde 2024 à Doha :
  -  Médaille d'or du 400 m nage libre
  -  Médaille d'argent du 200 m nage libre
  -  Médaille de bronze du 800 m nage libre

#### Petit bassin
- Championnats du monde 2022 à Melbourne :
  -  Médaille d'argent du 400 m nage libre
  -  Médaille d'argent du 800 m nage libre

### Championnats du monde juniors
- Championnats du monde juniors 2019 à Budapest :
  -  Médaille d'or du 200 m nage libre